# Compass-2
Compass-2 ist ein Kleinsatellit im 3U-Cubesat-Format, den Studenten der FH Aachen und der RWTH Aachen seit Anfang 2009 entwickelten.  Der Satellit wurde am 23. Juni 2017 zusammen mit zahlreichen weiteren Nutzlasten an Bord eines indischen PSVL in eine polare Erdumlaufbahn gebracht.